# Ropica shortlandensis
Ropica shortlandensis là một loài bọ cánh cứng trong họ Cerambycidae.